# Partido de Azul
Azul es uno de los 135 partidos de la provincia argentina de Buenos Aires. Está ubicado en el centro geográfico de la provincia y su cabecera es la ciudad de Azul.
Se encuentra a una latitud de 36°48′ S, una longitud de 59°51′ O y una altitud de 136 m s. n. m. 
Ocupa 6.615 km² de superficie, con una densidad de población de 9,49 hab./km².

## Toponimia
El nombre proviene del vocablo indígena mapuche "Callvú Leovú" que quiere decir "curso de agua azul". "Callvú" o "Calfú" significa "azul" y "leovú" o "leufú" se traduce como "curso de agua", "arroyo" o "río" en idioma mapuche o araucano. Así es como los pampas mapuchizados y los mapuches llamaban al hoy conocido como "Arroyo Azul", en referencia a las flores (borraja morada) de dicho color que crecían en abundancia en sus aguas.  Por extensión, al pueblo fundado en la costa de dicho arroyo se le puso el nombre de "Calfú" o "Azul" y con el paso del tiempo prevaleció la palabra en castellano sobre la mapuche para denominar al pueblo (hoy ciudad) en cuestión, a su vez y por extensión este es el origen del nombre de este Partido del interior de la Provincia de Buenos Aires.

## Heráldica
El escudo de la ciudad tiene la forma de un antiguo español, con borde superior quebrado simétrico, apuntado y filiera de plata. Se observa de un lado un caballo sobre un fondo de tapiz de azur celeste y del lado opuesto un bovino.En otro cuerpo del escudo se observa una franja ondeada de azur, plata y azur. Dos franjas de diferentes tamaños, tapiz de sinople en la superior y una cruz romana sobre tapiz de gules en la inferior.

## Historia

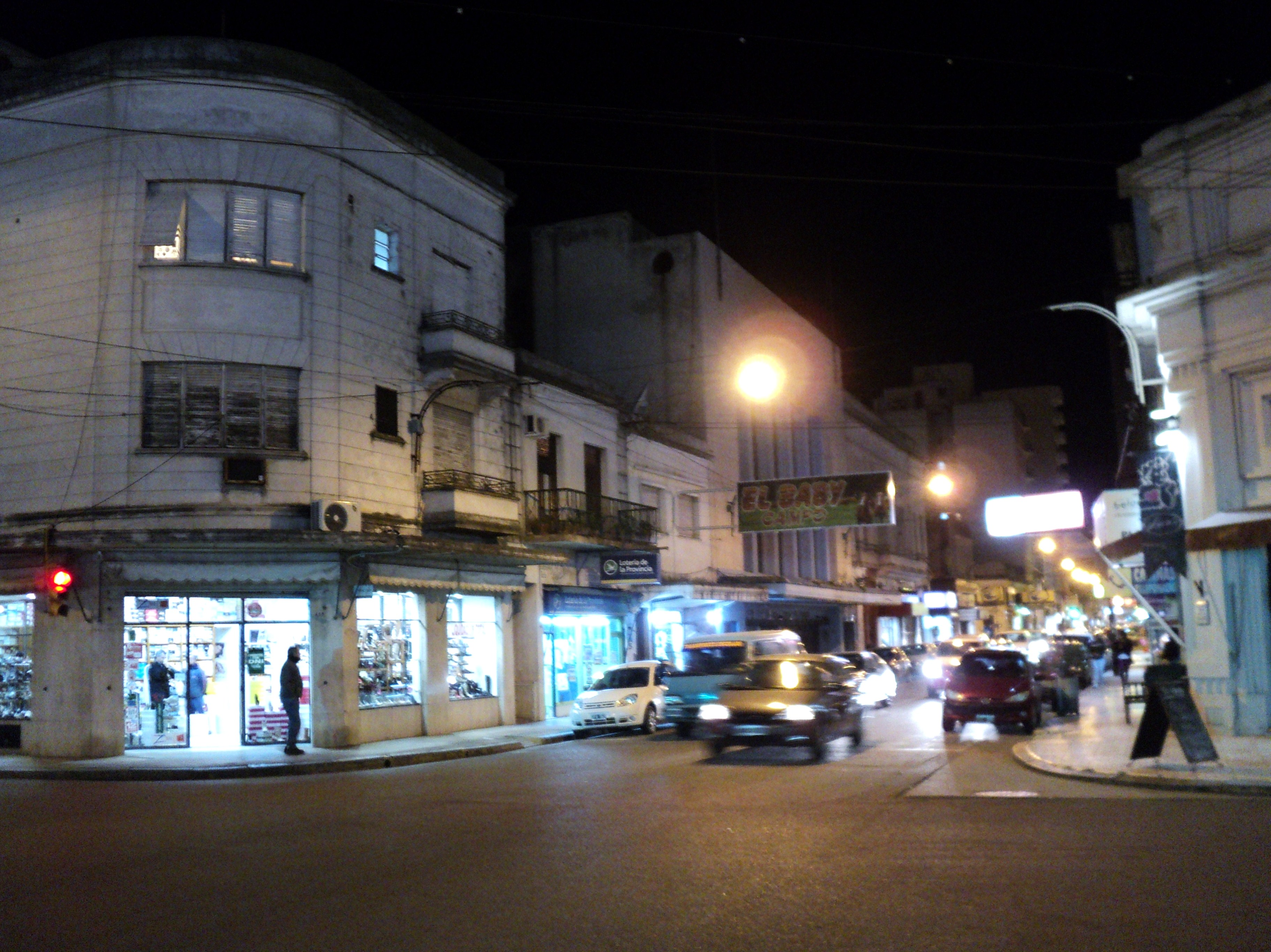
Centro de Azul

El 16 de diciembre de 1832, se funda, por el coronel de Milicias Pedro Burgos con familias de colonos, cumpliendo una orden militar del gobernador de la provincia de Buenos Aires Brigadier Don Juan Manuel de Rosas. El fuerte fue el "Fuerte de San Serapio Mártir del arroyo Azul".

### Rebelión de los Blindados
En 1970 en plena dictadura autodenominada "Revolución Argentina" se produce la Rebelión de los Blindados protagonizadas por los "irregulares" de las Guarniciones militares de Azul y de Olavarría.

## Morfogeología

### Origen del relieve
Macizo de Brasilia; nuevas unidades estructurales por el proceso de fragmentación con sedimentos eólicos de loess. Hay en el perfil abundantes concreciones calcáreas (toscas). Véase Sierras de Azul.

### Hidrología
Conformadas por dos cuencas: cuenca del arroyo Azul y cuenca del arroyo de los Huesos, la primera nace al oeste de localidad de Chillar y desagua en el canal 11 al SO de Las Flores, la segunda marca el límite entre los partidos de Azul, Tandil y Rauch. Otros cursos de agua son los arroyos Santa catalina, Videla y Las Cortaderas.Hay importantes lagunas como:La Barrancosa, Burgos, San Luis, Los Ranqueles, La Mostaza, del Chillar, entre otras.

### Clima
Templado Pampeano, la temperatura media anual es de 15 °C, con promedios en verano de 22 y 8 °C en invierno. El promedio de precipitaciones son de 960 mm anuales distribuidos uniformemente.

### Naturaleza
Rica en vegetación y fauna, con especies únicas en esta zona del país, permite el desarrollo de la caza, la pesca y el avistaje de aves.

## Gobierno municipal

### Lista de Intendentes desde 1983
| Intendente                | Mandato                                           | Partido | Partido | Alianza | Alianza | Elecciones |
| ------------------------- | ------------------------------------------------- | ------- | ------- | ------- | ------- | ---------- |
| Rubén César De Paula      | 10 de diciembre de 1983 - 10 de diciembre de 1987 |         | UCR     |         | —       | 1983       |
| Rubén César De Paula      | 10 de diciembre de 1987 - 10 de diciembre de 1991 | 1987    | UCR     |         | —       |            |
| Rubén César De Paula      | 10 de diciembre de 1991 - 28 de diciembre de 1993 | 1991    | UCR     |         | —       |            |
| Héctor José Rodríguez     | 28 de diciembre de 1993 - 10 de diciembre de 1995 | 1991    |         | UCR     |         | —          |
| Juan Atilio Barberena     | 10 de diciembre de 1995 - 10 de diciembre de 1999 |         | PJ      |         | FREJUFE | 1995       |
| Omar Arnaldo Duclós       | 10 de diciembre de 1999 - 10 de diciembre de 2003 |         | UCR     |         | Alianza | 1999       |
| Omar Arnaldo Duclós       | 10 de diciembre de 2003 - 10 de diciembre de 2007 |         | UCR     | —       | 2003    |            |
| Omar Arnaldo Duclós       | 10 de diciembre de 2007 - 10 de diciembre de 2011 |         | GEN     |         | CC      | 2007       |
| José Manuel Inza          | 10 de diciembre de 2011 - 10 de diciembre de 2015 |         | PJ      |         | FPV     | 2011       |
| Federico Hernán Bertellys | 10 de diciembre de 2015 - 10 de diciembre de 2019 |         | PJ      | 2015    | FPV     |            |
| Federico Hernán Bertellys | 10 de diciembre de 2015 - 10 de diciembre de 2019 |         | ANA     | 2015    |         | CBA        |
| Federico Hernán Bertellys | 10 de diciembre de 2019 - 10 de diciembre de 2023 |         | ANA     | JxC     | 2019    |            |
| Nelson Desiderio Sombra   | 10 de diciembre de 2023 - En el cargo             |         | PJ      |         | UP      | 2023       |

1. ↑  Fallece en el cargo.
2. ↑  Asume formalmente el 18 de enero de 1994.
3. ↑  La Alianza participó dividida o no participó en la elección del municipio, sin embargo, el partido apoyó o formó parte de la misma a nivel provincial.

## Economía
Azul tiene tres cuartos de su superficie con limitaciones edáficas, usadas para crianza de animales y el otro cuarto restante (el área sur) es especialmente agrícola. En el período comprendido entre los años 1997 y 2002 aumentó en un 140% la superficie dedicada al cultivo de grano, especialmente de la soja y el trigo. Se incrementó la superficie cultivada en primera instancia en un 14% distribuido en 25% para los cereales, 47% para las oleaginosas y un -5% para otros cultivos como las forrajeras según los datos intercensales.
Se cultivan cereales y oleaginosas aprovechando el suelo propicio para ello. El 49% de los productores son no familiares capitalizados, el 13% son capitalizados familiares. La primera franja de productores se ubica en los mejores campos y son los que mueven la agricultura de la zona. Además se crían bovinos, se produce lana, leche y miel.
Hay registrados más de 2000 comercios, está en desarrollo la industria manufacturera, posee industrias agrícolas, metalmecánicas, alimentarias, químicas y de construcción.

## Camino interserrano
Determinación de sectores y recorridos en el Municipio de Azul. Un plan de Desarrollo del Territorio, que asume el equilibrio poblacional en la consolidación y garantía de calidad de vida de sus poblaciones internas, que afianza las rutas y caminos internos como alternativas vehiculares, en redes conectoras diseñadas y equipadas, debe prever trabajar en la integración proyectual con los municipios linderos. Nadie crece armónicamente en soledad. 
Hemos identificado y estudiado, las localidades y parajes, y las rutas provinciales y caminos rurales que van conformando la red territorial. 
Verificamos los conectores alternativos a las rutas habituales, que definen el proyecto y que nos van enlazando con los municipios vecinos, en un primer abordaje desde la identificación y registro de atractivos turísticos existentes, y afinidades vecinales. Así surgieron cuatro recorridos claros, y potentes:
- A- Cacharí, por ruta prov. n.º 50 (camino real) Campodónico, Pulpería San Gervasio, Tapalqué, Crotto,Cantón de Tapalqué, Estancia Uballes, Ariel, Azul. Camino real.
- B- Chillar, línea de fortines: Otamendi, Miñana y el Perdido, enlazado con la Estancia avanzada de Frontera El Sol Argentino, en el paraje Mariano Roldán en Benito Juárez. Camino de los fortines.
- C- Camino del Inmigrante: Azul a Chillar por Olavarría: Nievas, Colonia Nievas, Sierras Bayas, Sierra Chica. La producción minera. Camino de la piedra.
- D- Camino interserrano: diversidad de sierras enlazando Paraje Pablo Acosta, por ruta 80 Barker y Villa Cacique, incluyendo en el territorio de trabajo, el recorrido ruta 30 a Lobería.

Estas son las primeras cuatro etapas por las que se iniciarán el tratamiento del territorio desde la filosofía del paisaje; como marcos generales, para el plan de ordenamiento territorial del Municipio.

## Demografía
| Población | 7.209 | 16.090   | 23.115   | 32.103  | 44.384  | 47.951 | 50.676 | 56.972  | 62.271 | 62.996 | 65.280 | 75.905 |
| Variación | -     | +123,19% | +143,66% | +38,88% | +38,25% | +8,03% | +5,68% | +12,42% | +9,30% | +1,16% | +3,62% | +16,3% |

### Estructura
Según el censo 2022 la población total es de 75 905 personas, repartidas en 
39 143 mujeres y 36bsp;762 hombres, con un índice de masculinidad de 93,9 hombres por cada 100 mujeres. 
La edad mediana de la población es de 35 años (37 años entre las mujeres y 34 años entre los hombres).
El 15,1% de la población tiene más de 65 años (frente al 14,2% en 2010), y el 3,6% de la población tiene más de 80 años (frente al 3.8% en 2010)

### Salud y educación
El 71,2% de la población tiene al menos un tipo de cobertura de salud. 
Unas 25 140 personas asisten a algún tipo de establecimiento educativo de cualquier nivel y unas 9 147 personas tienen un título terciario o superior (19,3% sobre el total de la población instruida). La tasa de alfabetización es del 99,5

### Migraciones
De las personas residentes en el partido, unas 10 598 (13,9% del total de población) nacieron en otra provincia, y unas 1 640 (2,1% del total de población) lo hicieron fuera del país, siendo los grupos de inmigrantes más numerosos los provenientes de:
- Paraguay: 397 personas
- Bolivia: 301 personas
- Chile: 114 personas
- Venezuela: 79 personas
- Italia: 77 personas

### Hogares
En el partido hay un total de 31 618 viviendas  y 28 364 hogares. 
En cuanto al régimen de tenencia y regularidad de la propiedad de las viviendas, el 61,8% es propia, el 19,0% es alquilada, el 9,0% es cedida o prestada, y el resto se encuentra en otra situación.
Sobre el total de hogares, 26 274 (92,6% del total) tiene acceso a red pública de agua corriente, 22 670 (79,9% del total) tiene desagüe y descarga a red pública cloacal, 21 175 (74,6% del total) tiene acceso a red pública de gas, y 21 456 (75,6% del total) tiene acceso a red de internet en la vivienda. 

## Estadísticas
- Educación: Escuelas públicas 106, escuelas privadas 25.
- Salud: Hospitales y centros asistenciales 17.[35]

## Cuarteles, localidades y parajes
El partido de Azul se divide en 21 cuarteles numerados con números romanos del I al XXI.
Lo integran las localidades:
- Azul, ciudad cabecera del partido (70.545 habitantes, 53,13% mujeres, 46,87% hombres).
- Chillar (1.933 habitantes, 52 % mujeres, 48 % hombres).
- Cacharí (2.125 habitantes, 51,45 % mujeres, 48,55 % hombres).
- Dieciséis de Julio (99 habitantes, 43,2 % mujeres, 56,8 % hombres).
- Ariel (16 habitantes, 62,5 % mujeres, 37,5 % hombres).

### Parajes
- Pablo Acosta

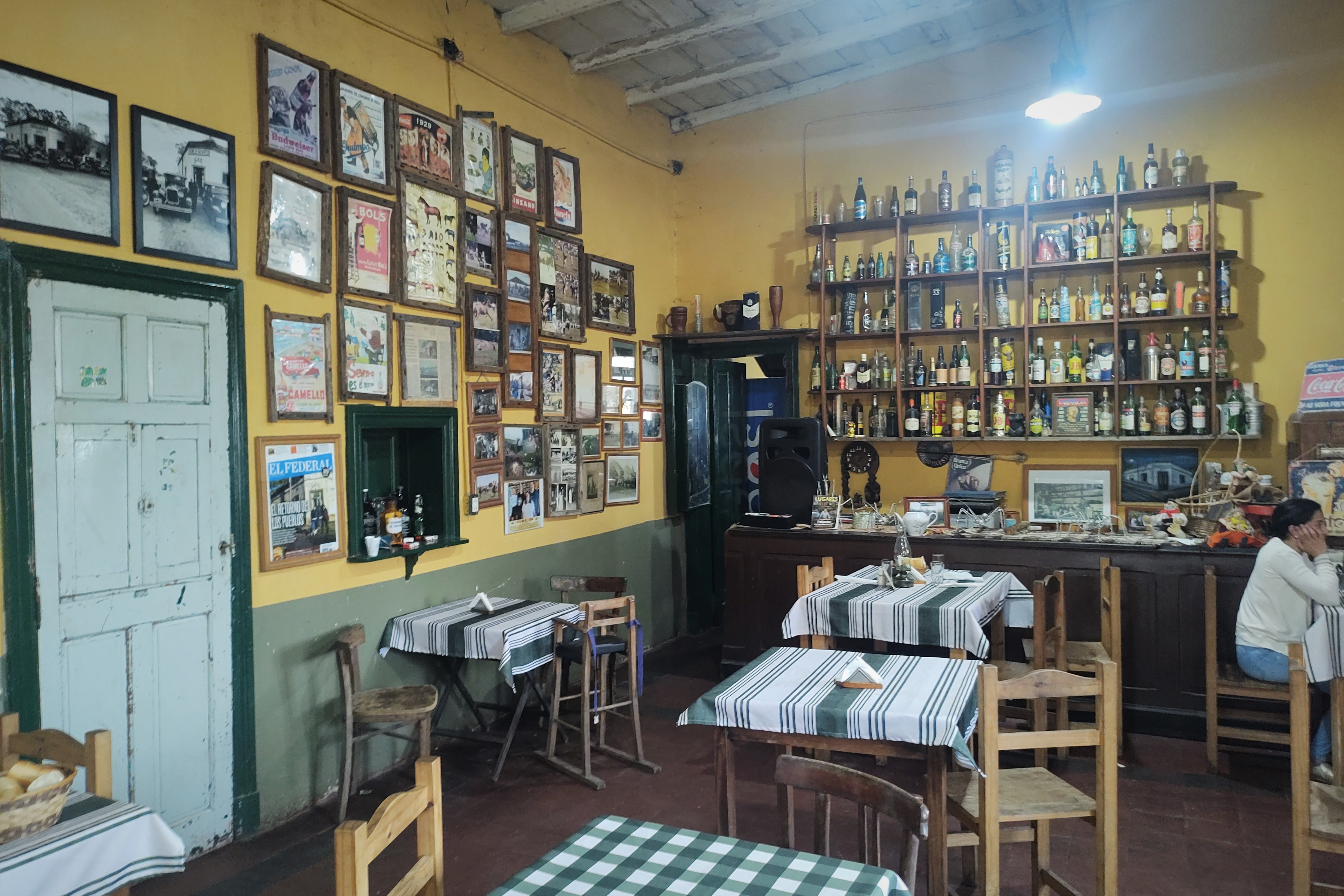
El Viejo Almacén de Pablo Acosta.

  - Topónimo: su nombre recuerda al dueño de las tierras en las cuales se emplazó la estación del F.C.Sud.
  - Ubicación: a 55 km por ruta pavimentada desde Azul, 8 km por RN 3, 14 km por RN 226, 30 km por RP 80 y acceso.
  - Historia: en mayo de 1930 el F.C.Sud inaugura la estación de trenes. La actividad agropecuaria cobra gran importancia impulsando el desarrollo económico y social en los primeros años,a través de las estancias de Pablo Acosta, Nicanor Zapiola, Martín Torino, Sarah Pizarro Almagro y Horacio y Carlos Quesada. Toma auge el comercio de campaña. La posterior clausura del servicio ferroviario provoca el éxodo de sus pobladores. Funciona en el lugar la Escuela N.º 37, que a partir de noviembre de 2008 tiene como complemento el "Centro Educativo Para la Producción Total N.º 31". La primera escuela con características agrarias del Partido de Azul. Cuenta con hospedaje para los alumnos, que al finalizar pueden salir a trabajar o seguir estudiando una carrera terciaria o universitaria. "El Viejo Almacén", antiguo almacén, testimonio de esa época, pervive, hoy convertido en restaurante centrando la actividad social de los lugareños y en la atención turística, complementada con un buen número de cabañas, en un lugar con un hermoso entorno cercano a la Sierras de Azul.

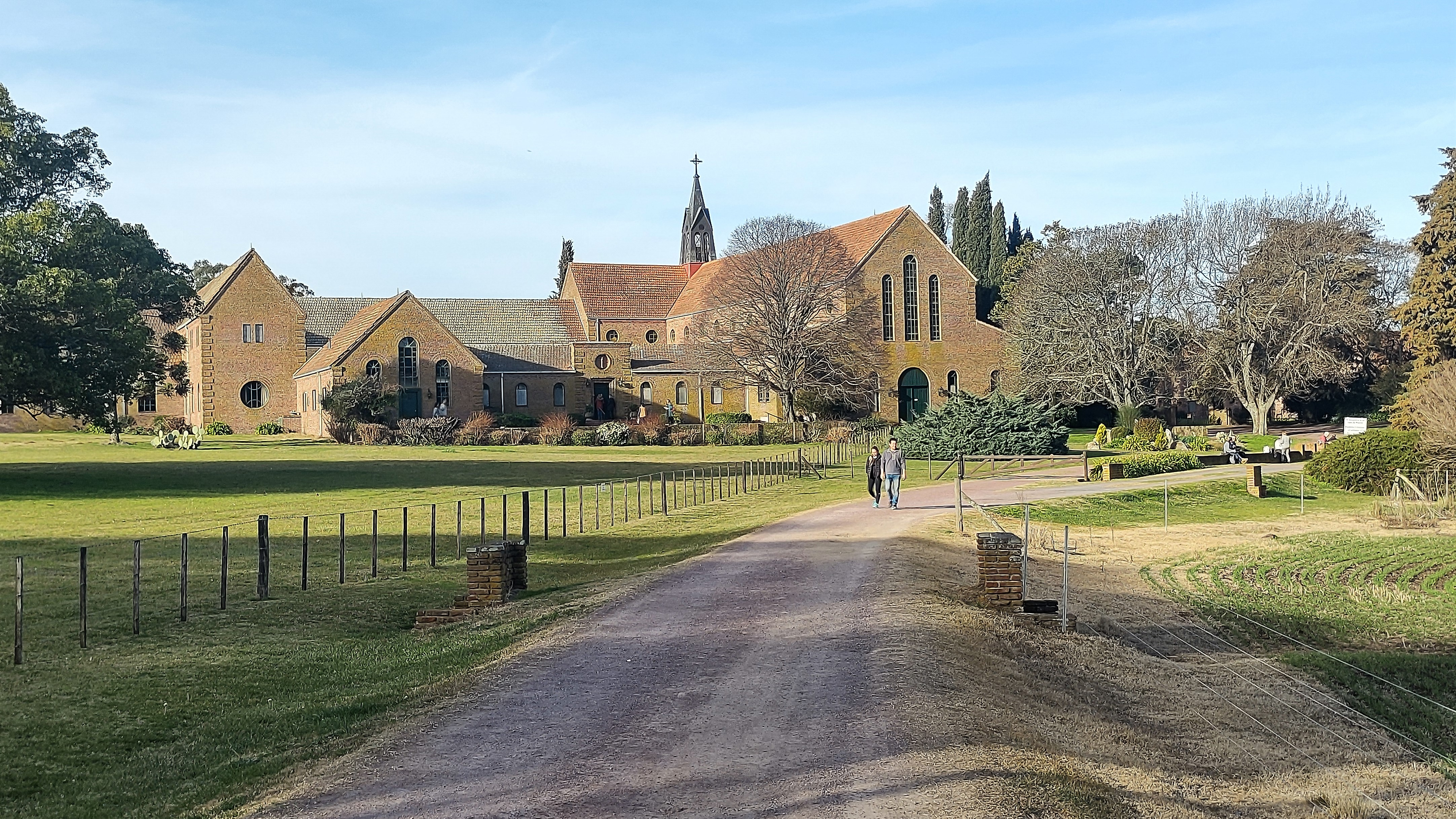
Monasterio Trapense.

- - Lugares de Interés: Monasterio Trapense Nuestra Señora de los Ángeles sobre RP 80, se erige en la zona cerca de Pablo Acosta (sudeste del municipio), a 42 km de la ciudad de Azul, el Monasterio Trapense Nuestra Señora de Los Ángeles, orden benedictina de clausura, de paisajes paradisíacos y silencio que invitan a la introspección. Su construcción data de 1958, inaugurado en 1961, su nombre deriva de la Abadía francesa La Trapee. En el lugar hay una hostería para huéspedes. Es el primer Monasterio cisterniense de Sudamérica y es el único de carácter medieval en la provincia. En él los monjes hacen su entrega al Señor en el silencio, en el trabajo y en total aislamiento. Ubicación: Ruta provincial 80, km 42, Pablo Acosta. Arsenal Naval Azopardo: Surge en 1946 como fábrica de explosivos y municiones, se encuentra sobre el camino a Pablo Acosta, cercano al cruce con la Ruta Nac.226
- Lazzarino
  - Topónimo: recuerda a Don Félix Lazzarino donante de las tierras donde se levantó la estación del F.C.Sud inaugurada en mayo de 1930. No se formó pueblo.

- Martín Fierro
  - Topónimo: en homenaje a la obra literaria homónima de José Hernández.
  - Ubicación: a 59 km de Azul, 43 km por RN 3 y 16 km por camino de tierra.
  - Historia: en junio de 1930 la inauguración de la estación del F.C.Sud impulsa la actividad social de los lugareños. En la década de 1940 la actividad agropecuaria adquiere relevancia con el cultivo de lino, cereales y la explotación tambera, a través de las estancias San Ramón de Anchorena, de Matilde Anchorena de Verstraeten y Manantiales y Acelain del Dr. Enrique Larreta. En la primera se habilita una Escuela para la enseñanza primaria que lleva el nombre de "Martín Fierro", que además posee un hermoso Templo, en el cual se celebran servicios religiosos.

- Miramonte

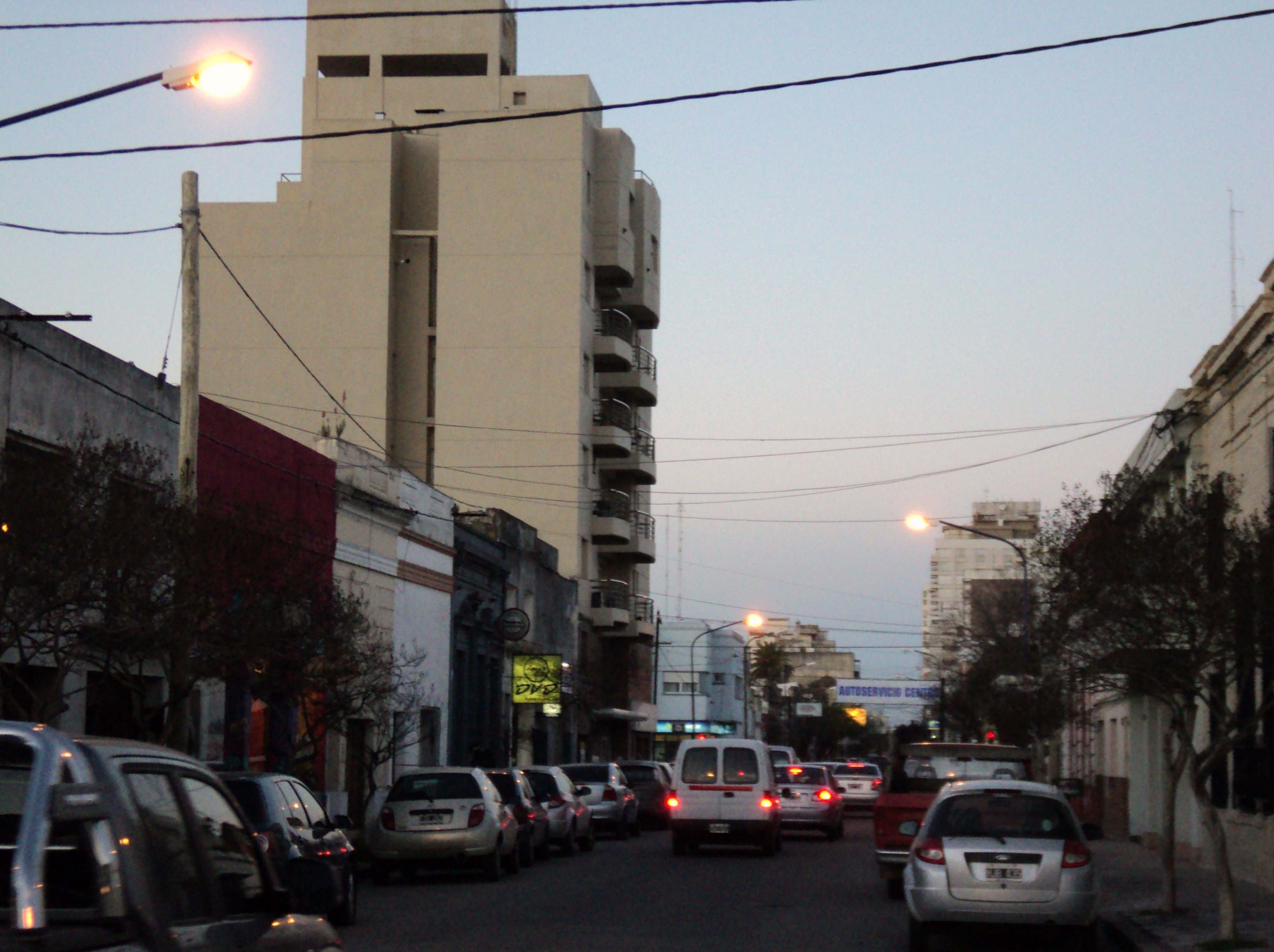
Entrada al centro del a ciudad cabecera.

  - Topónimo: deriva del monte que rodeaba a la estación ferroviaria, al momento de construirse la misma.
  - Ubicación: a 70 km de Azul, 67 km por RN 3 y 3 km por camino de tierra.
  - Historia: en mayo de 1907 el F.C.Sud inaugura la estación ferroviaria. No se formó pueblo. Como testimonio de esa época queda el antiguo edificio de la estación del F.C.Sud y la Escuela Primaria N.º 34, todo rodeado por un añejo y denso bosque.

- Nieves
  - Topónimo: nombre derivado del arroyo homónimo, que nace en el Cerro Sotuyo.
  - Historia: en agosto de 1904 el F.C.Sud habilita la estación ferroviaria, lo cual da inicio a un incipiente desarrollo y organización social que culmina con la formación de un pueblo.

- Parish
  - Topónimo: recuerda a Frank Parish, Presidente del Directorio del F.C.Sud en Londres.
  - Ubicación: a 38 km de Azul, 36 km por RN 3 y 2 km por camino de tierra.
  - Historia: en septiembre de 1876 se habilita la estación ferroviaria para cargas y pasajeros, lo cual dio lugar a la conformación de un pequeño pueblo. El Club Juventud Unida de Parish fue por años el centro de la actividad social. La Escuela N.º 5 brinda educación primaria y preescolar, además de ser la receptora de las manifestaciones artísticas y culturales de la zona.

- Shaw
  - Topónimo: su nombre recuerda al donante de las tierras en las que se levantaron las instalaciones ferroviarias.
  - Ubicación: a 23 km de Azul, 21 km por RN 3 y 2 km por camino de tierra.
  - Historia: en septiembre de 1876 se inaugura la estación ferroviaria, cuya zona aledaña fue netamente agrícola, con una importante producción láctea. Actualmente sólo funciona en el lugar una escuela primaria.

- Vicente Pereda
  - Topónimo: su nombre recuerda al donante de las tierras en las que se levantaron las instalaciones ferroviarias.
  - Ubicación: a 13 km al norte de Azul, 11 km pavimentados por RN 3 y 2 km por camino de tierra.